# For Better or for Worse
For Better or for Worse és una pel·lícula muda estatunidenca produïda per Eclair American i protagonitzada per Barbara Tennant, Alec B. Francis i Guy Hedlund, entre d'altres. La pel·lícula, centrada en un escriptor addicte a les drogues. va ser estrenada 19 de març de 1913.

## Argument
Elmer Randolph és un escriptor que ha perdut la inspiració, sent si tingués un vel al cervell que li impedeix escriure un text ben acabat. Ha presentat el seu darrer treball “The woman of dreams” al seu editor, Smith, i aquest li fa veure que el treball no és bo i que el seu problema és d'esgotament intel·lectual i que el que ha de fer és prendre’s un temps de repòs. Ell però no s'ho pot permetre ja que té deutes i una dona i dues filles a les que mantenir. Smith li ofereix que recuperi el text per a refer-lo quan s'hagi recuperat i que ell li avançarà diners a compte de la seva obra, que li anirà entregant en capítols. Elmer que accepta agraït però en marxar l'editor es pregunta com ho farà per encetar un nou text amb el seu esgotament.
Passats 10 dies, l'editor té sobre la taula la part de text acordada. L'editor s'adona que de nou, l'escriptura torna a ser brillant. El visita per felicitar-lo però el troba en un estat de cansament penós. L'editor vol que consulti un metge però ell s'hi oposa per no preocupar Alma, la seva dona. Passen un parell de mesos i els capítols arriben amb regularitat i són de la mateixa qualitat. Un dia que l'editor torna per consultar un aspecte de la novel·la, Alma el rep i li diu que millor que passi un altre dia que Elmer està darrerament d'un humor estrany i que no vol veure ningú. Aconsegueix després d'insistir a la porta del despatx que el deixi entrar i el troba en un estat encara pitjor. S'imagina que la seva dona està gelosa del personatge del llibre. Smith i Alma aconsegueixen que ingressi en un sanatori.
Dies després, el doctor Phillipi explica Alma que el seu marit és addicte a la morfina per tal d'inspirar-se per a les seves històries però que això li provoca aquests trastorns i que l'estan sotmetent a una cura de desintoxicació. Passa el temps i l'home no sembla millorar. Alma demana de poder estar amb ell per ajudar-lo a que recuperi el seu esperit i es posa a disposició de les infermeres. A la nit, es desvetlla i cerca trobar el seu marit per veure com està. El troba al laboratori intentant preparar-se una dosi i en ser descobert intenta matar la seva dona. En aquell moment arriba el metge i tot i que evita l'assassinat, demana a la dona que dissimuli estar morta. En despertar l'home, el metge l'acusa que sota els efectes de la droga ha matat la seva dona. L'home cau en la desesperació fins que ella obre els ulls. El xoc fa canviar d'actitud el pacient que a partir d'aquell moment en recupera. En arribar a casa, Smith li anuncia que li ha comprat els drets de l'obra i que és ric.

## Repartiment
- Alec B. Francis (Elmer Randolph, l'escriptor)
- Barbara Tennant (infermera)
- Mildred Bright (Myrtle, filla d'Elmer)[4]
- Helen Marten
- Jack W. Johnston
- Clara Horton
- Lamar Johnstone[5]
- Guy Hedlund[5]
- Muriel Ostriche
- Julia Stuart
- Will E. Sheerer
- Frederick Truesdell
- Denton Cardow
- J. Gunnis Davis
- Hattie Delaro
- Dora Ford
- Mabel Ford
- Louis R. Grisel
- Ilean Hume
- Edmund Steele
- Ann Warrington